# Helios-RŁD
Helios-RŁD (ros. Гелиос-РЛД) – projekt rosyjskiego bezzałogowego statku powietrznego (UAV – ang. Unmanned Aerial Vehicle) opracowany przez firmę Kronsztadt (ros. Кронштадт) w Petersburgu.

## Historia
Konstrukcja została opracowana jako rozwój drona Orion, jej przeznaczeniem jest służba patrolowa. Według producenta dron będzie mógł współpracować z samolotami wczesnego ostrzegania Berijew A-50 i A-100.
Prace koncepcyjne zostały wdrożone w 2019 r., makieta Heliosa została zaprezentowana tym samym roku na Międzynarodowym Salonie Lotniczo-Kosmicznym. Podczas forum Armia-2020 został zaprezentowany prototyp Heliosa. Kolejna jego prezentacja miała miejsce w tym samym roku na Międzynarodowym Salonie Lotniczo-Kosmicznym. Poza funkcjami patrolowymi proponowane jest zastosowanie drona do roli transpondera łączności oraz statku powietrznego umożliwiającego dostarczanie ładunków w trudno dostępne rejony. W ramach zastosowań cywilnych przewidywane jest zastosowanie Heliosa do monitorowania pokrywy lodowej wzdłuż Północnej Drogi Morskiej i przeciwpożarowego monitorowania lasów. Poza standardowym wyposażeniem Helios-RłD otrzymał radar z anteną z aktywnym skanowaniem elektronicznym. Jego antena jest zawieszona pod kadłubem w płaskiej, długiej owiewce.
Biuro konstrukcyjne planuje oblot prototypu w 2024 r.